# Барабаново (Красноярский край)
Бараба́ново — деревня в Емельяновском районе Красноярского края, стоящая на левом берегу Енисея примерно в 60 километрах ниже по течению от Красноярска. Входит в состав Частоостровского сельсовета.

## География
Расстояние до административного центра, с. Частоостровского — 13 км.

## История
Барабаново — исходно казацкое поселение, возникшее в середине XVII века, по преданию получило название в честь одного из основателей, Василия Барабанова. Согласно описанию приходов Енисейской епархии, составленному в начале XX века, строительство здания церкви св. Параскевы было закончено в 1857 году. Как центр прихода поселение именовалось — село Барабановское.
Из описания начала XX века «История села Барабановское и Барабановского Параскевиевского прихода»:

Село Барабановское находится на левом берегу реки Енисей, в местности сухой и здоровой, среди берёзового леса. От епархиального города Красноярска и железнодорожной станции в Красноярске село Барабановское находится в 47 верстах, от пароходной пристани в селе Атамановском в 18 верстах, от волостного правления и почтового отделения в селе Частоостровском в 12 верстах, от врачебного пункта в селе Сухобузимском в 30 верстах.и Церковь в селе Барабановском деревянная однопрестольная, во имя св. мученицы Параскевы, построена в 1857 году… В приходе три деревни: Карымская в 8 верстах, Шиверская в 6 верстах, Додонова в 2 верстах (за рекой Енисей). В селе Барабановском имеется церковно-приходская школа, размещённая в хорошем собственном здании, учащихся 30 человек. При храме имеется библиотека, но довольно скудная и для прихожан, мало пригодная. Есть церковно-приходское попечительство. В приходе 1107 душ мужчин и 1108 женщин. Население состоит из коренных сибиряков, ссыльных и переселенцев. Православных в приходе 2201, католиков 10, баптистов 4. Главным занятием жителей является земледелие.

В Барабанове жил замечательный деревенский поэт, ветеран Великой Отечественной войны Алексей Михеевич Петрухин (1925—2005).
В марте 2011 года кинокомпанией Satchwell Warszawa (Польша) на территории Барабанова проводились съёмки художественного фильма «„Польская Сибириада“». Съёмочную группу впечатлила Барабановская церковь, поэтому прямо на месте был придуман новый сюжет фильма.
В рамках IX Красноярской музейной биеннале в сентябре 2011 года художник из Словении Матей Андраж Вогринчич устроил в здании церкви в Барабанове символическую инсталляцию: он устлал её пол яичной скорлупой.
Барабановский приход был открыт в 1854 году, в него входили деревни Большая Карымская, Шиверская и Додонова. В 1857 году в Барабанове проживали: 1 отставной солдат, 167 крестьян, 153 крестьянки, 150 поселенцев и 52 поселенки. 5 дворов, не имеют никакого скота, 5 дворов безлошадные, 13 дворов не имеют дойных коров, 8 дворов не имеют земли. Ещё до строительства церкви трудяга-священник Ефим Флегонтович Ситников открыл церковно-приходскую школу на 30 учеников, завёл библиотеку. Только вот пономарь у него, из бывших дьяков, Пушкарёв был никудышным помощником: шибко выпить любил, а в пьяном виде и обряды нарушал. За это его и выставили в своё время из дьяков. В 1857 году тщанием местных прихожан и доброхотных жертвований в Барабанове построена деревянная церковь Параскевы Пятницы. Строил её барабановский житель Николай Стефанович Черкашин. Приехавший из России на заработки дворовый человек князя Соколинского Гаврила Коротков за 300 рублей и 35 пудов муки вызолотил киоты, иконостас и царские врата.

## Население
| 2008 | 2010 |
| ---- | ---- |
| 161  | ↘125 |

## Инфраструктура
Имеется фельдшерско-акушерский пункт и сельский клуб, а также до 2009 года работала животноводческая ферма.

## Транспорт
В летнее время работала до 2010 года паромная переправа через Енисей в посёлок Додоново, относящийся к ЗАТО Железногорск.

## Русская православная церковь
Барабаново примечательно зданием церкви святой Параскевы середины XIX века. Церковь св. Параскевы в Барабанове признана памятником архитектуры и является одним из шедевров деревянного зодчества не только Красноярского края, но и всей Сибири. Барабановская церковь, как памятник архитектуры федерального значения, включена в программу реставрации, по планам эти работы намечены на 2012-2016 годы.

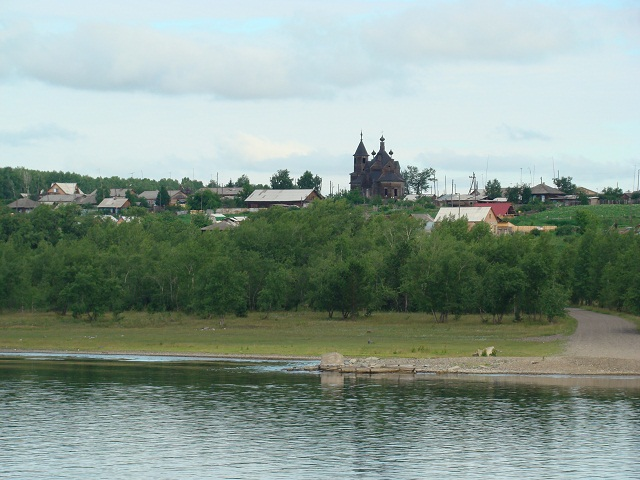
Вид на Барабаново с Енисея
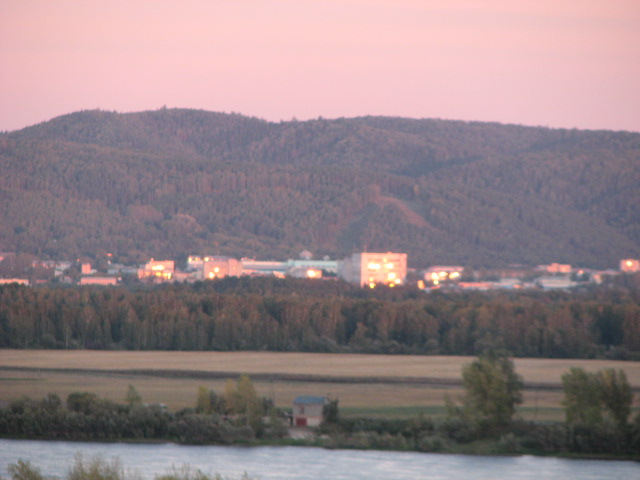
Вид с колокольни на Железногорск
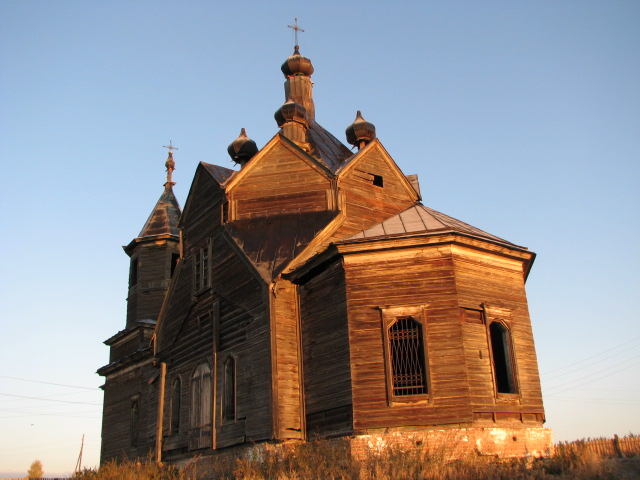
Церковь св. Параскевы